# Orły-Kolonia
Oły-Kolonia [ˈɔrwɨ kɔˈlɔɲun] es un pueblo ubicado en el distrito administrativo de Gmina Ożarów Mazowiecki, dentro Condado de Varsovia del oeste, Voivodato de Mazovia, en el este de Polonia central. Se encuentra aproximadamente a 8 kilómetros al oeste de Ożarów Mazowiecki y a 22 kilómetros al oeste de Varsovia.
El pueblo tiene una población de 60 habitantes.